# 핸드잡

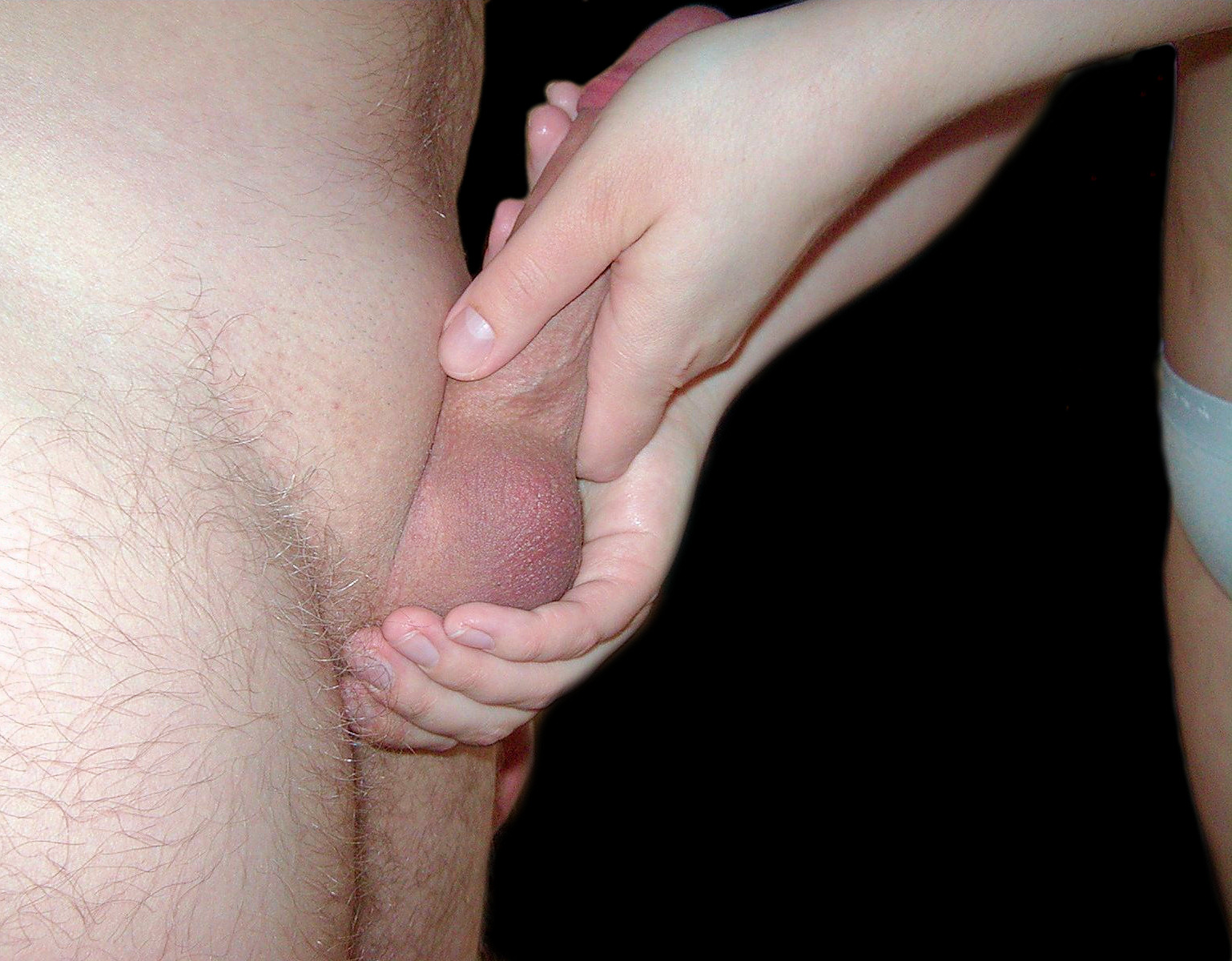
남성의 성기를 손으로 자극하는 여성.

핸드잡(영어: Hand Job)은 사람의 성기를 손으로 자극하는 성행위이다.

## 같이 보기
- 핑거링
- 비삽입성교
- 풋잡
- 페티쉬